# David Möllinger

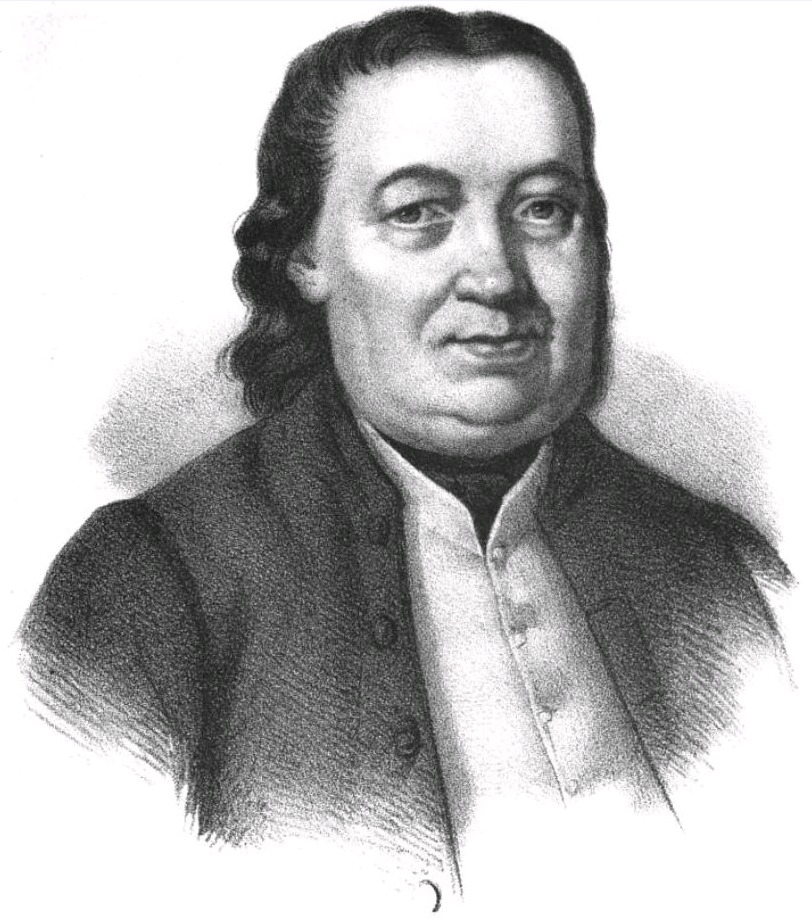
David Möllinger

David Möllinger (* 24. Januar 1709 in Dühren; † 24. Mai 1787 in Monsheim) war ein deutscher Großbauer und Unternehmer. Wegen seiner Innovationsfreude gilt der Agrarreformer als „Vater des Pfälzer Ackerbaus“.

## Leben
Der Mennonit Möllinger bewirtschaftete zunächst gemeinsam mit seinem Vater in Mutterstadt einen Bauernhof, bevor er 1732 nach seiner Hochzeit einen eigenen Hof im benachbarten Alsheim erwerben konnte. 1744 kaufte er ein größeres Anwesen im leiningischen Monsheim; die Größe dieses Erwerbs ist unbekannt, Möllingers Enkel bewirtschafteten in Monsheim insgesamt 175 Hektar Land.
Neben dem Ackerbau betrieb Möllinger auf seinem Anwesen eine Brauerei, eine Schnapsbrennerei und eine Essigfabrik; er soll dort 1750 als erste Bauer überhaupt Kartoffelschnaps gebrannt haben. Die Abfälle aus Brauerei, Brennerei und Essigfabrik nutzte Möllinger als Nassfutter zur Tiermast. Die Futtermenge reichte jedoch nicht mehr aus, als er vom Grafen zu Leiningen-Dachsburg-Falkenburg-Heidesheim mit der wöchentlichen Lieferung eines Ochsen beauftragt wurde. Mit Unterstützung des Grafen kaufte Möllinger weitere Flächen, auf denen er ab 1769 Esparsetten anbaute. Diese Flächen düngte er als erster Bauer in der Region mit Kalk, wahrscheinlich angeregt durch entsprechende Düngungsversuche von elsässischen Mennoniten. Nach Schwerz war Möllinger auch der Begründer der Jauchedüngung in der Pfalz, wofür er die Jauche seiner bis zu 80 Ochsen nutzte.
Durch die verbesserte Nährstoffversorgung konnte Möllinger auf seinen Flächen auf die bisherige Zweifelderwirtschaft verzichten und dadurch seine Erträge deutlich steigern. Zur Verwaltung seines Guts waren dort eine klar strukturierte Arbeitsorganisation und eine schriftliche Buchführung notwendig, beides ebenfalls Neuerungen.

## Rezeption
Möllinger erreicht wegen seiner landwirtschaftlichen Erfolge schon zu Lebzeiten große Bekanntheit. Johann Heinrich Jung-Stilling, zu dieser Zeit Professor der Landwirtschaft, Technologie, Fabriken- und Handelskunde sowie Vieharzneikunde an der Universität Heidelberg, verwies 1785 in seinen Vorlesungen auf Möllinger: „Was durch die Landwirtschaft möglich sei, das beweist Kleinjogg in der Schweiz und noch erhabener, wichtiger und belehrender, unser pfälzischer und vielleicht des heiligen römischen Reichs Erzbauer, der ehrwürdiger Möllinger.“ Seit den 1780er Jahren war Möllingers Gut das Ziel zahlreicher Besucher vorwiegend aus Südwestdeutschland, die sich dort über moderne Anbaumethoden informierten. Ein 1785 angelegtes Gästebuch verzeichnet bis 1805 mehr als 350 Besucher.
Möllingers Innovationen wurden schnell von den Bauern der Umgebung übernommen. Eine zeitgenössische Quelle berichtet, dass man „(s)einem Beispiel (…) schon in den 1780er Jahren gefolgt (sei), (…). In den 1790er Jahren hätten auch starr am Alten klebende Bauern mit Kartoffel- und Kleebau begonnen.“
Nach Möllinger wurden Straßen in Monsheim und Rödersheim-Gronau benannt. An seinem Gutshof in der Hauptstraße 34 in Monsheim wurde eine Erinnerungstafel angebracht.